# Peridontopyge clavigera
Peridontopyge clavigera är en mångfotingart som beskrevs av Demange. Peridontopyge clavigera ingår i släktet Peridontopyge och familjen Odontopygidae. Inga underarter finns listade i Catalogue of Life.